# KS-19
100 mm protiletadlový kanón KS-19 (rusky 100-мм зенитная пушка КС-19) byl sovětský protiletadlový kanón. Původně byl za druhé světové války nasazen na palubách lodí jako B-34. Pozemní verze byla uvedena po válce do služby jako KS-19.
KS-19 je těžký tažený protiletadlový kanón, který z větší části zmizel z první linie kvůli častějšímu používání účinnějších raket země-vzduch. Jelikož šlo o taženou zbraň, byla vyžadována vnější forma mobility, obvykle střední pásový dělostřelecký tahač AT-S nebo těžký AT-T. Patnáctičlenná posádka byla přepravována na tahači spolu s municí pro zbraň. Munice byla do zásobníku naložena jako jeden celek a dobře vycvičená posádka mohla vystřelit maximálně 15 ran za minutu.